# 黄励 (1908年)
黄励（1908年—1940年），男，福建长汀人，八路军军事将领。

## 生平
1929年，黄励加入中国工农红军第四军，任红四军第11师政治部宣传大队大队长、师政治委员办公厅秘书长、师政治部主任，红一军团第二师第5团政治处主任，军团政治部管理科科长，第1师第3团政治处主任，军团随营学校政治委员，中央革命军事委员会主席毛泽东秘书等职，参加中央红军长征。抗日战争开始后，任八路军115师随营学校政治委员、师政治部组织部部长、政治部主任兼组织部部长。八路军东进抗日挺进纵队主要负责人。鲁西军政委员会委员。1940年在山东沂蒙山区去世。